# Arnhem Velperpoort vasútállomás
Arnhem Velperpoort vasútállomás vasútállomás Hollandiában, Arnhem városában.

## Vasútvonalak
Az állomást az alábbi vasútvonalak érintik:
- Arnhem–Leeuwarden-vasútvonal
- Amsterdam–Arnhem-vasútvonal

## Kapcsolódó állomások
A vasútállomáshoz az alábbi állomások vannak a legközelebb:
- Arnhem vasútállomás (Arnhem–Leeuwarden-vasútvonal, Amsterdam–Arnhem-vasútvonal)
- Arnhem Presikhaaf vasútállomás (Arnhem–Leeuwarden-vasútvonal)
- Westervoort vasútállomás (Amsterdam–Arnhem-vasútvonal)